# Centralafrikanska staters ekonomiska gemenskap
Centralafrikanska staters ekonomiska gemenskap (engelska: Economic Community of Central African States, ECCAS; franska: Communauté Économique des États de l'Afrique Centrale, CEEAC; spanska: Comunidad Económica de los Estados de África Central, CEEAC; portugisiska: Comunidade Económica dos Estados da África Central, CEEAC) är ett mellanstatligt samarbetsorgan mellan 10 olika centralafrikanska länder.
Organisationen representerar regionen i Afrikanska ekonomiska gemenskapen.

## Medlemsländer
- Angola
- Burundi
- Centralafrikanska republiken
- Demokratiska republiken Kongo
- Ekvatorialguinea
- Gabon
- Kamerun
- Republiken Kongo
- Rwanda
- São Tomé och Príncipe
- Tchad

## Valutaunion

Länder som är medlemmar av både ECCAS och CEMAC
Länder som endast är medlemmar av ECCAS

Vissa av länderna har även bildat en valutaunion kallad Centralafrikanska ekonomiska och monetära samarbetet (CEMAC) med den gemensamma valutan CFA-franc.